# Kay Pendragon
Kay Pendragon è uno pseudonimo collettivo, utilizzato da diversi scrittori italiani, i quali figurano come traduttori, all'interno della collana Storie di Draghi, Maghi e Guerrieri, edita da Delos Books. Il primo romanzo firmato con questo nome è Domatori di draghi (trad. di Jari Lanzoni), pubblicato nel 2008.

## Romanzi pubblicati da Kay Pendragon
1. Domatori di draghi (Trad. Jari Lanzoni) - n. 1 della collana
2. La gemma del dolore (Trad. Nunzio Donato) - n. 2 della collana
3. Draghia (Trad. Cinzia Pierangelini) - n. 4 della collana
4. Il sangue dell'elfo (Trad. Umberto Maggesi) - n. 5 della collana
5. Il drago di pietra (Trad. Antonella Forina) - n. 7 della collana
6. Khang il visionario (Trad. Antonella Forina) - n. 12 della collana